# Racing Club de Madrid
El Racing Club de Madrid fou un club de futbol de la ciutat de Madrid.

## Història

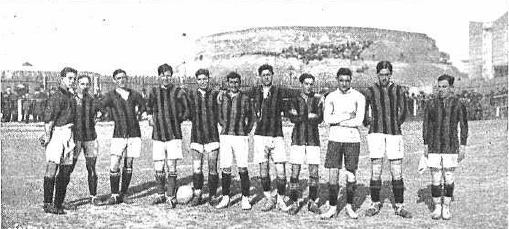
Equip campió del Centre el 1915.

El club es fundà el 13 de setembre de 1914 per la fusió dels clubs Cardenal Cisneros i Regional FC. L'any següent s'afilià a la federació castellana. Assolí dos campionats regionals els anys 1915 i 1919.
Quan començà la lliga espanyola el club fou enquadrat a la segona divisió A, classificant-se en desena i última posició i baixant a tercera.
El 1931 baixà a categoria regional i decidí realitzar una gira per Perú, Cuba, Mèxic i Estats Units, en contra del criteri de la Federació Castellana. L'intermediari que organitzà la gira, però, deixà abandonat l'equip sense abonar-los allò que estipularen. Finalment la Federació sufragà les despeses de retorn però sancionà l'equip amb el descens a segona categoria regional. El decidí, aleshores, retirar-se de les competicions oficials disputant només partits amistosos. Més tard el club es fusionà amb el CD Chamberí, creant-se el Racing Club Chamberí. El 1943 fou refundat amb el nom d'Agrupación Recreativa Chamberí, desapareixent finalment a la dècada dels 70.

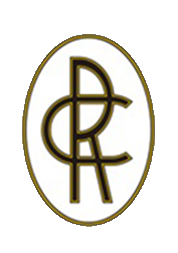
Primer escut del club adoptat el 1914.

## Palmarès
- Campionat Regional Centre 2: 1915, 1919